# Carl Brandan Mollweide

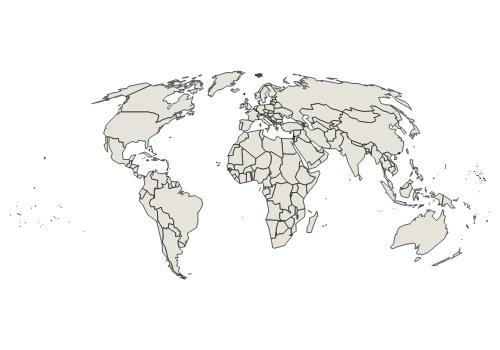
Mollweide világtérképe

Carl Brandan Mollweide (Wolfenbüttel, 1774. február 3. - Lipcse, 1825. március 10.) német matematikus, csillagász. A Mollweide-féle térképvetület megalkotója és a Mollweide-formula felfedezője.

## Pályája
Tanulmányainak befejezése után 1800 és 1811 között Halle an der Saale-ben tanított. 1811-től haláláig a lipcsei egyetemen a csillagászat, 1814-ben ugyanitt a matematika tanára lett. 1820-23 között a Bölcsészkar dékánja. 1805-ben publikálta az általa alkotott Mollweide-vetületet, melynek lényege a Föld 2:1 tengelyarányú ellipszisbe való leképezése területtartóan. Ezt a vetületet a mai napig széles körben használják világtérképekhez, atlaszokban, és falitérképeken. Matematikában a trigonometriában nevéhez fűződik a Mollweide-formula felfedezése.

## Művei
Folyóiratok mellett az alábbi publikációk:
- Prüfung der Farbenlehre Goethes (Halle an der Saale, 1810)
- Darstellung der optischen Irrthümer in Goethes Farbenlehre (Lipcse, 1811)
- Commentationes mathematoci-philologicae (Lipcse, 1813)
- De quadratis magicis (Lipcse, 1816)
- Mathematisches Wörterbuch, 4. kötet